# 美仕唐纳滋
美仕唐纳滋為起源於美國之甜甜圈連鎖店之一，由1956年正式成立至今。

## 歷史
美仕唐纳滋於1956年由哈里·威諾克（Harry Winokur）創立，之後並成為他的姊夫威廉·羅森伯格（William Rosenberg）於1950年所創立的Dunkin' Donuts之最大對手。兩家企業於1990年代經過合併協議，大部分北美地區的美仕唐纳滋均改為Dunkin' Donuts，現在只有少數店家仍然保持原店名。

## 海外

### 日本
美仕唐纳滋在日本是由樂清（Duskin）於1971年引進，並在大阪府箕面市以直營方式開設了日本1號店（箕面店），而同年於大阪市中心京橋開設的2號店則為第一家以加盟方式成立的分店。
因美式口味不合日本人口味，日本Mister Donut在發展階段不斷研發適合日本的口味，以甜度清淡、產品精緻、造型多變取勝。之後日本Duskin公司取得亞洲地區獨家授權，改名為Mister Donut Japan，又經常簡稱為MISDO，是日本最大且唯一的甜甜圈連鎖店，並將經營範圍擴大至中國（上海）、韓國、泰國、菲律賓與馬來西亞等地，還與台灣統一集團合資進入台灣市場。截至2012年7月，隸屬於日本Mister Donut旗下的銷售網路共包含了3,682家分店，其中在日本本土有1,376家（2013年3月統計數字）。

### 香港
2024年3月28日，日本樂清發出新聞稿，宣佈與香港企業Dragon Circle Enterprise簽訂特許經營權合作協議，計劃於香港開設Mister Donut分店，為Mister Donut於海外第六個市場。並於同年9月17日宣佈香港首間分店落戶於尖沙咀K11 Art Mall，於10月26日正式開業。開業當天約8小時全部產品售罄。

### 台灣
Mister Donut是在1984年8月2日時，由菲律賓華僑所成立的僑味食品以技術合作方式引進台灣，並於1985年2月時在台北市大安區的安和路與西門町開設最早的分店。當時品牌名稱中譯為唐先生圓圓圈的Mister Donut，與1983年時引進的當肯圈圈餅（Dunkin' Donuts）是主要的競爭對手，但兩個品牌皆於數年後因業績不佳而自台灣市場撤退。
2004年，統一集團與日本樂清以各自持股50%的方式合資設立統一多拿滋股份有限公司，再次將Mister Donut引進台灣，並在同年10月1日時於台北市天母地區開設第一家分店。截至2024年10月為止，在台灣共開設了100家分店。

## 攝影集

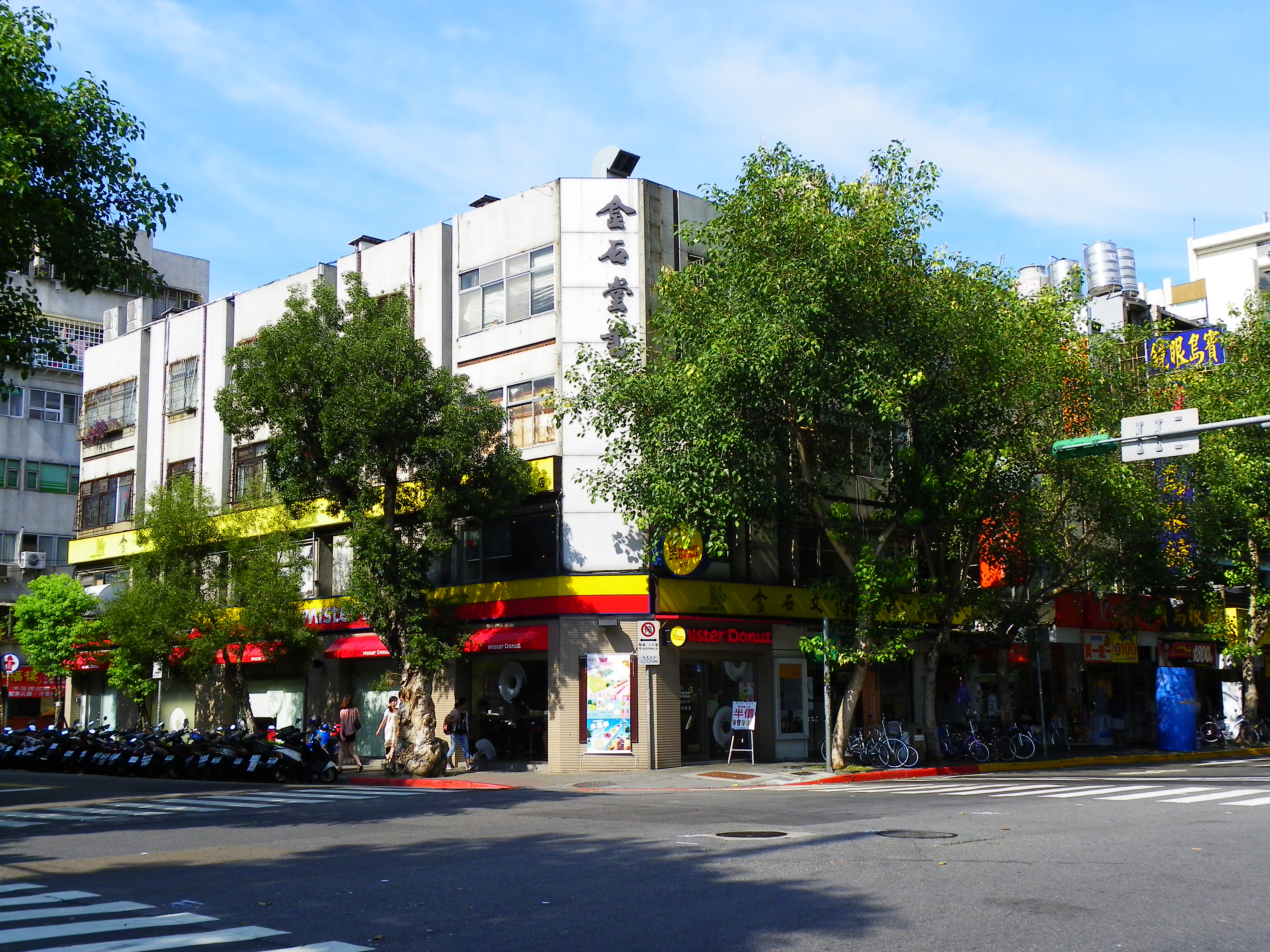
統一多拿滋台北民生東門市
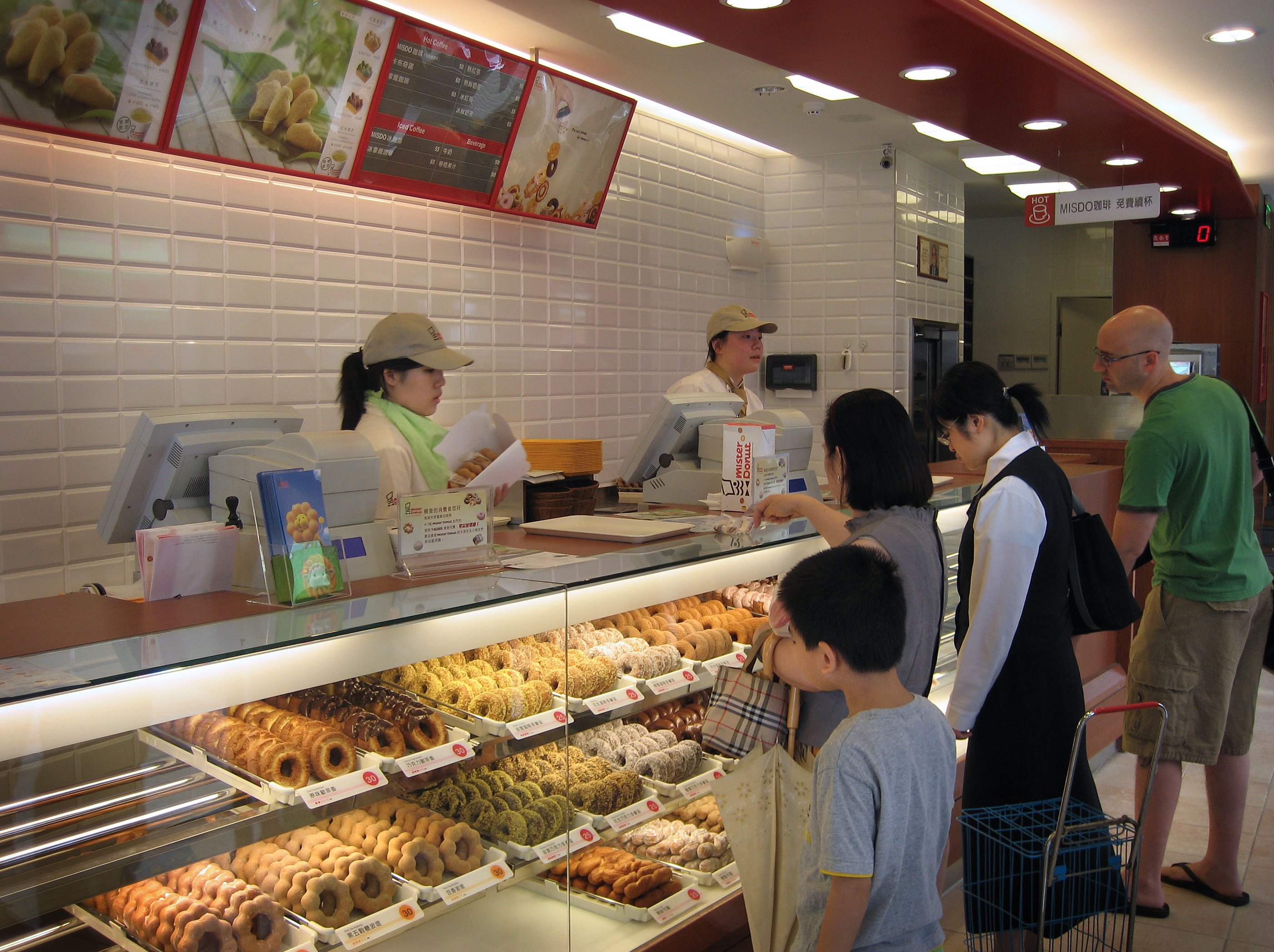
位於台北市的另一間美仕唐纳滋店內
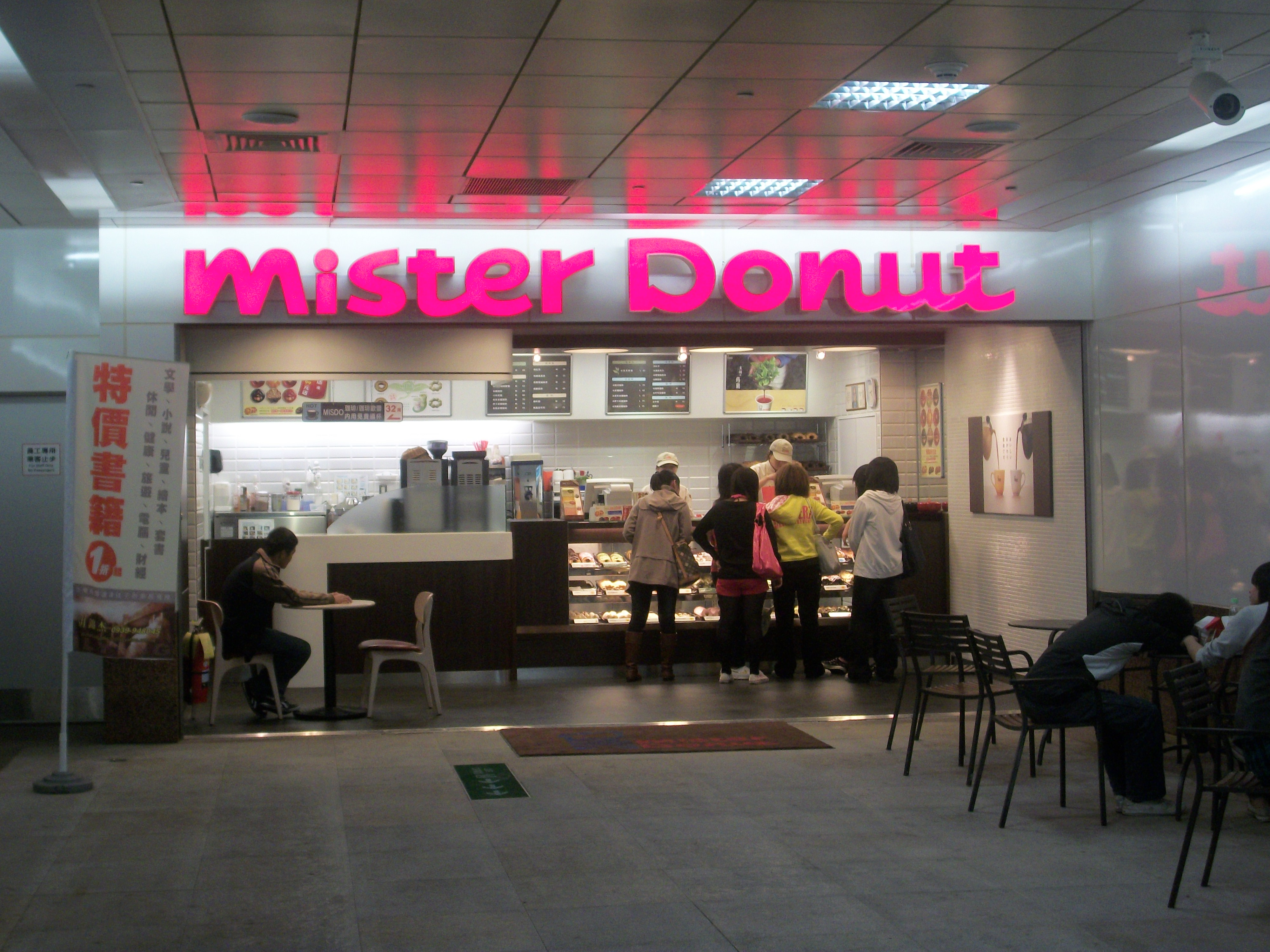
位於高雄市的美仕唐纳滋門市
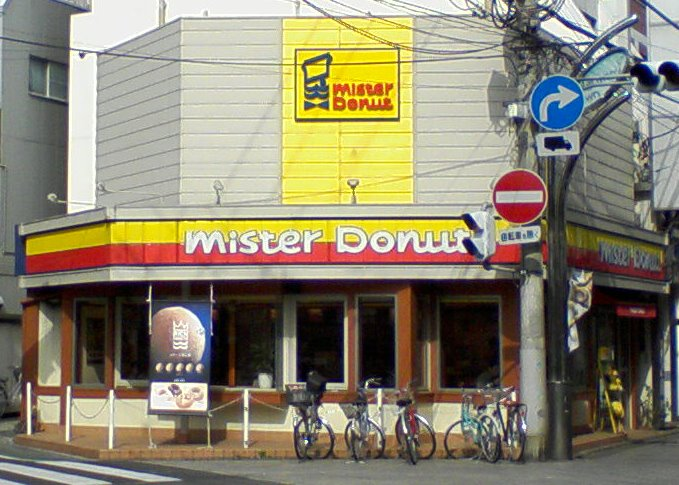
位於東京的美仕唐纳滋門市
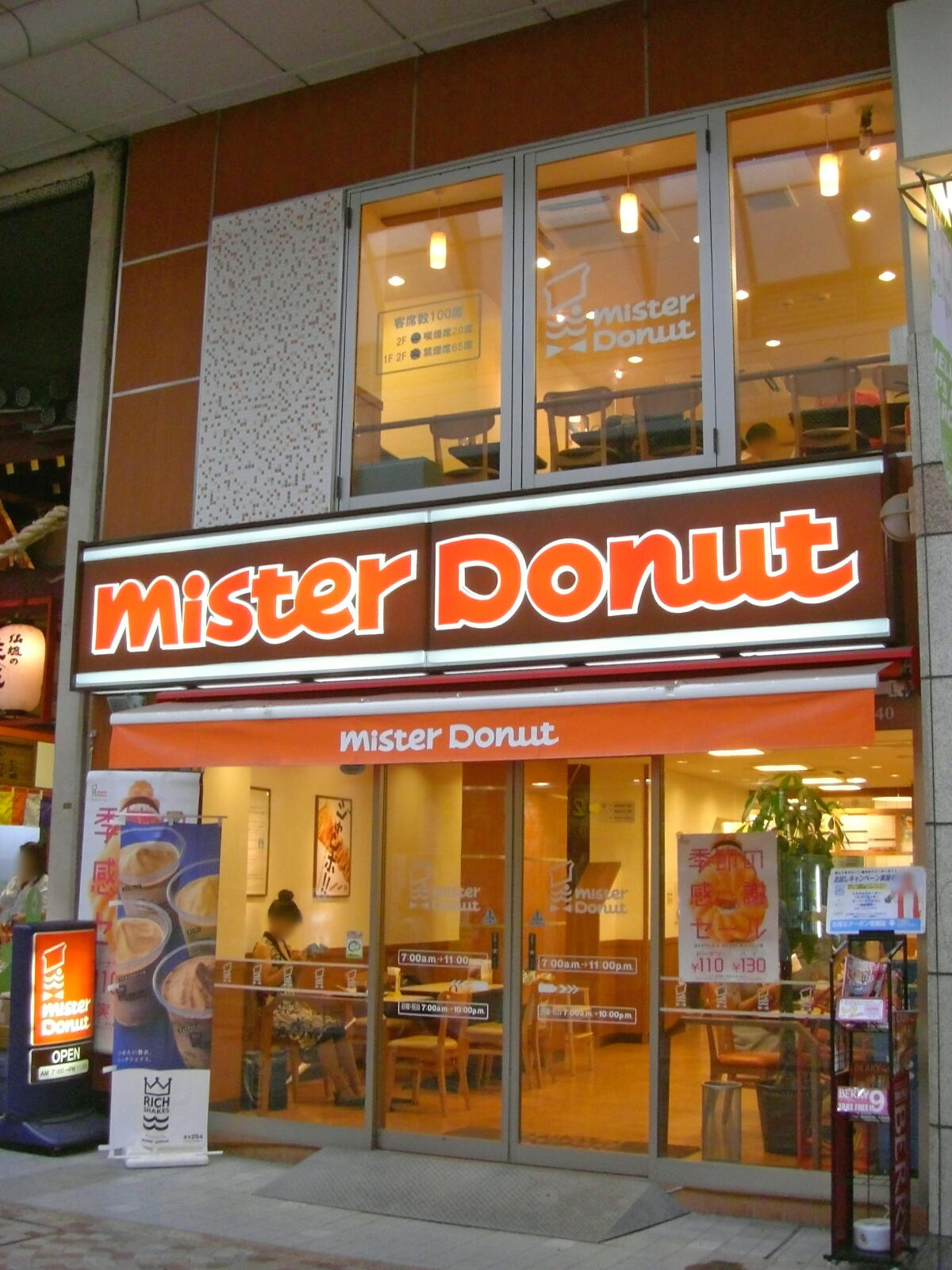
位於仙台的美仕唐纳滋門市
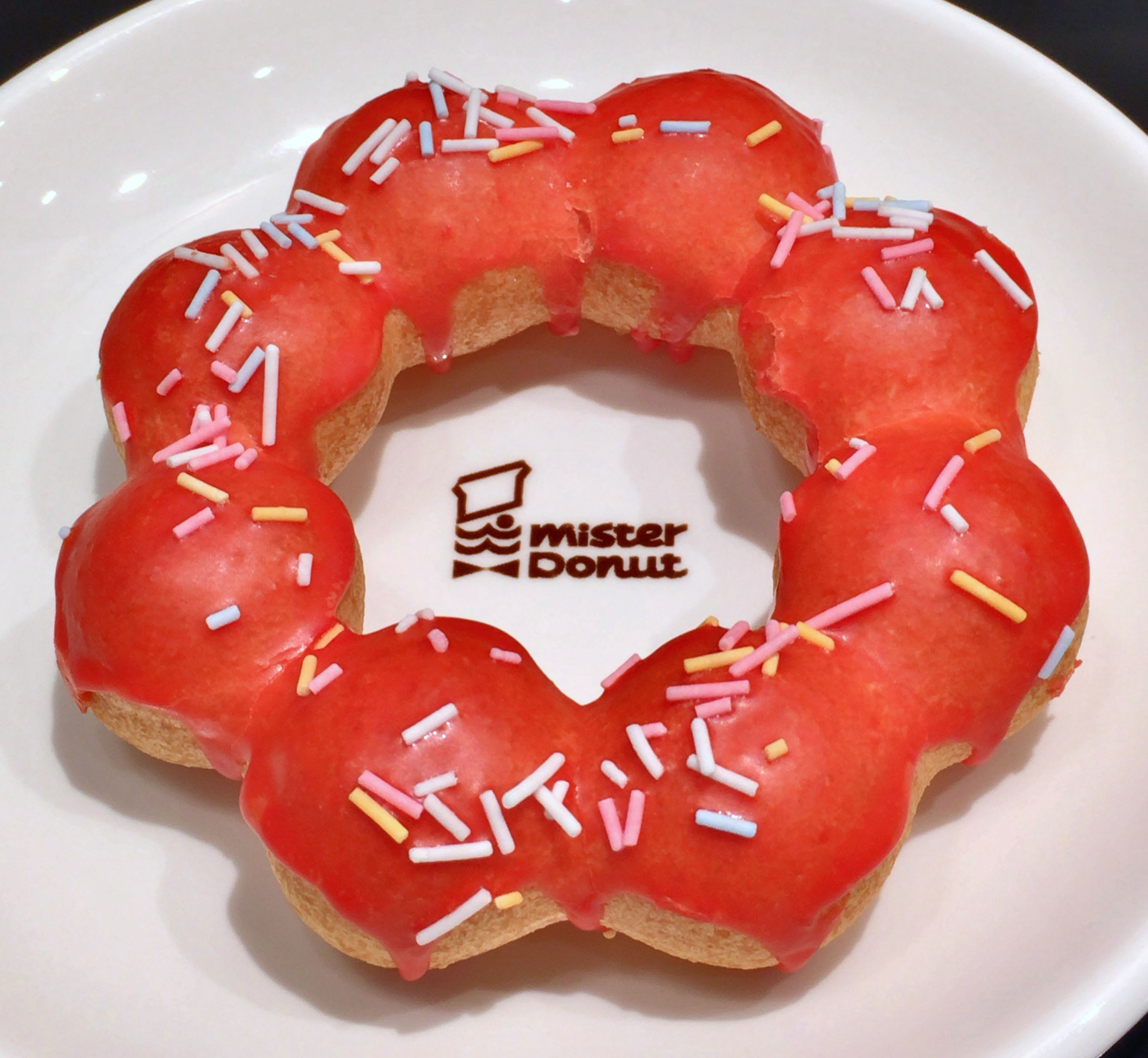

## 外部連結
- 官方网站
- 美仕唐纳滋的Facebook專頁
- 美仕唐纳滋的Instagram帳戶
- 美仕唐纳滋日本 （页面存档备份，存于）（日語）
- 美仕唐纳滋美國/歐洲/中東 （页面存档备份，存于）（英文）